# ADN ribossómico

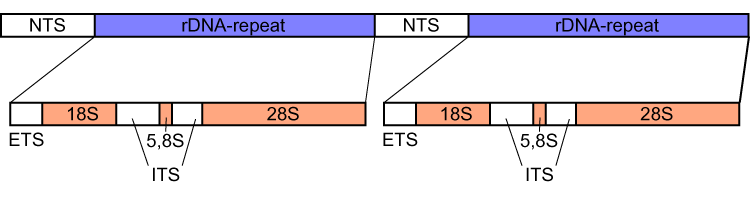
Disposição do DNAr eucariótico 18S, 5.8S e 28S em bicicleta tandem; o DNAr 5S se codifica separadamente. NTS: espaçador não-transcrito, ETS: espaçador transcrito externo, ITS: espaçador transcrito interno.

O ADN ribossômico (DNAr) é uma sequência de ADN contida nos cromossomos do nucléolo que codifica RNA ribossômico. Estas sequências regulam a transcrição e iniciação da amplificação e contêm segmentos espaçadores transcritos e não-transcritos. Estas regiões de ADNr se denominam também regiões de organização do nucléolo. No genoma humano existem cinco cromossomos com ADN ribossômico: os cromossomos 13, 14, 15, 21 e 22.
O baixo nível de polimorfismo na unidade de transcrição de ADNr permite a caracterização de cada espécie usando só uns poucos exemplares e faz que este ADN seja útil para a comparação inter-específica. Além disso, as repetições das diferentes regiões de codificação do ADNr mostram distintas taxas de evolução. Como resultado dele, este ADN pode proporcionar informação sobre quase qualquer nível sistemático.
Nota: a sigla ADNr pode significar também ADN recombinante.